# Unió Musical Contestana
La Unió Musical Contestana és una societat musical fundada en 1932 en el municipi de Cocentaina, al Comtat (Comunitat Valenciana, Espanya).

## Història
Aquesta banda de música es va formar l'any 1932, arran de la fusió de dues societats musicals de la ciutat de Cocentaina: la Primitiva El Serpis (la Banda Vella) i l'Agrupació Musical La Moderna (la Música Nova). El primer director de la nova Unió Musical Contestana va ser Enric Pérez Margarit, qui va dirigir l'entitat fins a 1954. La nova banda va donar els seues dos primers concerts els dies 28 de març i 27 d'octubre de 1933 en el Teatre Modern de Cocentaina.
En els primers anys de la banda va destacar la figura de en Gustau Pascual Falcó, autor del pasdoble Paquito el Chocolatero i que va ser subdirector i president de la Unió Musical Contestana.
Durant mitjans del segle XX hi destaca la figura de Josep Pérez Vilaplana, el qual va dirigir la banda entre 1958 i 1994. Conegut popularment com El mestre de la música, va rebre la Medalla d'Or i Brillants de l'associació i va ser nomenat director perpetu. Pérez Vilaplana, a més a més, va reeixir com a compositor de música festiva, amb peces com Guàrdia Jalifiana o Zoraidamir, entre d'altres.
La Unió Musical entre a la Federació Valenciana de Societats Musicals l'any 1971. Uns anys després, el 1978, hi debuta la primera dona músic d'una banda contestana.
L'any 1991, la Unió Musical Contestana inaugura la seua seu social, un edifici de quatre plantes que inclou l'auditori Josep Pérez Vilaplana, amb capacitat per a 300 espectadors.

## Palmarés
La Unió Musical Contestana ha collit al llarg de la seva trajectòria els següents premis. El primer data de 1935, tres anys després de la fundació de la societat, i va ser a Dénia. Després de la Guerra Civil espanyola, la banda de Cocentaina continua sumant nous premis a indrets com Gandia, Pego, Elda, Altea, etc. Hi destaquen els quatre primers premis a Alcoi (1943, 1953, 1955 i 1956), i el primer premi al certamen d'Alacant el 1954.
En 1984 va acudir al XIII Certamen Provincial de Bandes de Música convocat per l'Excm. Diputació Provincial d'Alacant, obtenint el Primer Premi dins de la Secció Primera. Gràcies a aquest premi la Unió Musical Contestana va representar a la Província d'Alacant en el VI Certamen de Bandes de Música de la Comunitat Valenciana celebrat en 1984, obtenint el Primer Premi de la Secció Primera.
Al 9 de febrer de 2013 la Banda va obtenir el primer premi en el X Certamen de Música Festera d'Altea la Vella.

## Discografia
Una de les facetes de la Unió Musical Contestana és l'enregistrament de música de banda, especialment de caràcter fester i relacionat amb els Moros i Cristians.
- La música de Gustavo Pascual Falcó (1996)
- Guàrdia Jalifiana. 50 aniversari (2002)
- El moro guerrero (2003).
- Creu Daurà (2006). Aquest disc compact en 2007 va obtindre el premi Euterpe a la millor gravació de l'any concedit per la Federació de Societats Musicals de la Comunitat Valenciana.
- Un any de bandera (2009)
- De Fang (2009)
- Del Morero a Frangí (2010)
- Els Borts. Molta història, molta música (2011)
- Llegenda (2014)